# Gyula M. Szabó
| Entdeckte Asteroiden: 7 (Liste unvollständig) | Entdeckte Asteroiden: 7 (Liste unvollständig) | Entdeckte Asteroiden: 7 (Liste unvollständig) |
| --------------------------------------------- | --------------------------------------------- | --------------------------------------------- |
| Nummer und Name                               | Entdeckungsdatum                              |                                               |
| (31872) Terkán                                | 13. März 2000                                 |                                               |
| (38442) Szilárd                               | 24. September 1999                            |                                               |
| (82656) Puskás                                | 10. August 2001                               |                                               |
| (117086) Lóczy                                | 8. Juni 2004                                  |                                               |
| (190504) Hermanottó                           | 22. April 2000                                |                                               |
| (301946) 2000 BK15                            | 28. Januar 2000                               |                                               |
| alle zusammen mit Krisztián Sárneczky         |                                               |                                               |

Gyula M. Szabó (* 15. März 1979 in  Szeged) ist ein ungarischer Astronom und Asteroidenentdecker.
Er erhielt seine Ausbildung an der Universität Szeged und arbeitet seit 2009 als Forscher für das Konkoly-Observatorium in Budapest. Im Rahmen seiner Beobachtungen entdeckte er zwischen 1999 und 2004 zusammen mit seinem Kollegen Krisztián Sárneczky insgesamt 7 Asteroiden.
Der Asteroid (113203) Szabó wurde nach ihm benannt.